# Czarne Słońca (film)
Czarne Słońca – polski film z 1992 roku, wyreżyserowany przez Jerzego Zalewskiego. Premiera miała miejsce 14 września 1992 roku.

## Obsada
- Tomasz Dedek – Tadeusz Wilk
- Ewa Dałkowska – Celina
- Sławomir Orzechowski – Leon
- Jan Frycz – komendant
- Cezary Pazura – Jan
- Krzysztof Zaleski – lekarz

## Opis fabuły
Film opowiada losy byłego więźnia skazanego na śmierć za zabicie człowieka i zwolnionego na podstawie amnestii. Więzień ów (Tadeusz Wilk) wcale nie chciał opuszczać więzienia i za wszelką cenę stara się do niego wrócić.